# Jonathan Crombie
Pour les articles homonymes, voir Crombie.
Jonathan Crombie est un acteur canadien né le 12 octobre 1966 à Toronto et mort le 15 avril 2015 à New York à la suite d'une hémorragie au cerveau. Il est principalement connu pour avoir joué le rôle de Gilbert Blythe dans la saga Le Bonheur au bout du chemin.

## Filmographie

### Cinéma
- 1986 : A Judgment in Stone : Bobby Coverdale
- 1986 : Bullies : Matt Morris
- 1989 : La Boutique de l'orfèvre : Christophe
- 1992 : Cafe Romeo : Bennie
- 2006 : Empty Room
- 2013 : Cottage Country : Dan Mushin
- 2014 : Russian Broadway Shut Down : un villageois

### Télévision
- 1985 : Le Bonheur au bout du chemin : Gilbert Blythe
- 1987 : CBS Schoolbreak Special : Barney Roth (1 épisode)
- 1987 : Le Bonheur au bout du chemin 2 : Gilbert Blythe
- 1988 : Mont-Royal : Rob Valeur (16 épisodes)
- 1988 : Alfred Hitchcock présente : Rick Garrison (1 épisode)
- 1988 : Les Chevaliers de la nuit
- 1989 : The Teddy Bears' Picnic : Benjamin Bear
- 1989 : Le Voyageur : Kenny (1 épisode)
- 1990 : Le Clan Campbell (en) : Kevin Horatio Sims (1 épisode)
- 1991 : 21 Jump Street : Bill Howard
- 1992 : Les Contes d'Avonlea : Gilbert Blythe (1 épisode)
- 1992 : The Teddy Bears' Christmas : Benjamin Bear
- 1992 : The Good Fight : Sam Cragin
- 1993 : Promo 96 : Sam Clive (1 épisode)
- 1993 : Matrix : Cumberland (1 épisode)
- 1998 : Comedy Now! : plusieurs personnages (1 épisode)
- 1998 : SketchCom : plusieurs personnages (1 épisode)
- 1998 : The Teddy Bears' Scare : Benjamin Bear
- 1999-2000 : Power Play : Hudson James (7 épisodes)
- 2000 : Le Bonheur au bout du chemin 3 : Gilbert Blythe
- 2001 : The Waiting Game : Matt
- 2002 : Invasion planète Terre : Dr Field (1 épisode)
- 2003-2005 : Slings and Arrows : Lionel Train (4 épisodes)
- 2004 : The Jane Show : Dave (1 épisode)
- 2004-2010 : The Secret World of Benjamin Bear : Benjamin Bear